# Sky-Map.org
Sky-Map.org (ou WikiSky.org) é uma wiki e mapa interativo do céu que possui mais de meio bilhão de objetos celestes. Os usuários podem visualizar todas as estrelas do céu de uma vez ou usar a ferramenta de zoom para visualizar áreas específicas com maior detalhe. O WikiSky inclui muitas estrelas, galáxias, constelações e planetas, mas ele ainda está em desenvolvimento. Os usuários também podem editar informações sobre diferentes objetos escrevendo artigos, adicionando links para a Internet, fazer upload de imagens, ou criar um grupo de interesse especial para uma tarefa específica. O site, apesar de ainda estar disponível para os usuários visitarem, não tem mostrado muita atividade desde 2010.[carece de fontes?]

## Software
Os usuários podem navegar pelo céu em várias fontes de estudo, incluindo o GALEX, DSS, e SDSS. De várias formas, o usuário pode acessar o nome e uma breve descrição de objetos visíveis. Isto pode ser usado para acessar informações mais detalhadas, incluindo artigos e diferentes imagens.
Sky-Map.org também tem sua própria API para que o código possa ser escrito para acessar mapas, informações de objetos e dados do SDSS. A API que tem mais funcionalidades na parte interativa do site é usada atualmente.

## Direitos autorais das imagens do WikiSky
Algumas imagens do Wikisky, tais como Digitized Sky Survey (DSS2) são de uso não-comercial. Os direitos dos dados do DSS são usados por várias instituições. As imagens do Sloan Digital Sky Survey (SDSS), agora são de domínio público, embora dados anteriores tivessem sido liberados apenas para uso não-comercial. Imagens do Telescópio Espacial Hubble (HST), do Telescópio Espacial Spitzer (infravermelho) ou do GALEX telescópio espacial (ultravioleta) são da "PD-NASA-USgov".

## Mapas semelhantes
- WorldWide Telescope
- Stellarium
- Google Sky